# Samuel Tetteh
Samuel Tetteh är en ghanansk fotbollsspelare (offensiv mittfältare) som spelar för LASK Linz i Österreichische Fußball-Bundesliga, på lån från Red Bull Salzburg. Han har även spelat med Ghanas U20-landslag och Ghanas landslag. Tetteh har beskrivits som en snabb och teknisk spelare och har jämförts med Zinedine Zidane.

## Ghanas landslag
Tetteh spelade sin första tävlingsmatch för Ghanas landslag den 17 november 2015. Han blev inbytt i 90:e minuten när det stod 2-0 mot Komorerna. Han hade månaderna innan spelat tre träningslandskamper (två från start), och under sommaren spelat fyra VM-matcher för U20-landslaget (samtliga från start).
Samuel Tetteh har en ett år yngre bror Benjamin Tetteh som spelade samma fyra VM-matcher för U20 som Samuel gjorde 2015. Benjamin gjorde 0-1 mot Argentina i gruppspelet, matchen slutade 2-3 till Ghanas fördel.

## Malmö FF
Inför säsongen 2016 provtränade Samuel Tetteh med den allsvenska klubben Malmö FF på träningslägret i Dubai.